# Курулька
Курулька, до ВОВ Курульки (укр. Курулька), село,
Ильичовский сельский совет,
Изюмский район,
Харьковская область.
Код КОАТУУ — 6320483703. Население по переписи 2001 г. составляет 297 (146/151 м/ж) человек.

## Географическое положение
Село Курулька находится на левом берегу реки Курулька. Село состоит из 2-х частей, разделена балкой по которой протекает ручей на котором создана большая запруда (~10 га).
На расстоянии в 1 км находятся сёла
Пашково и
Дибровное.

## История
Точная дата основания неизвестна. Село впервые упоминается на карте 1788 года. Бытует история о козацком купце:
Через современную Курульку проходил торговый путь, и однажды один купец, в окружении своей свиты
потерял здесь свою курительную трубку — «курилку», её так и не нашли, сколько не пытались.
В честь этого случая село получило своё нынешнее название.
В 1846 году Алексеем Михайловичем Мартыновым построен каменный храм во имя Алексея человека Божьего.

## Экономика
В селе есть несколько овце-товарных ферм.

## Культура
- Школа

## Достопримечательности
- Братская могила советских воинов, среди которых похоронен  Степашов
Иван Сергеевич — Герой Советского Союза и памятный знак воинам-землякам.

## Известные люди
- Капнист Николай Васильевич — надворный советник. В 1799 г. имение в дер. Курулька Изюмского уезда.